# Djursholms torg

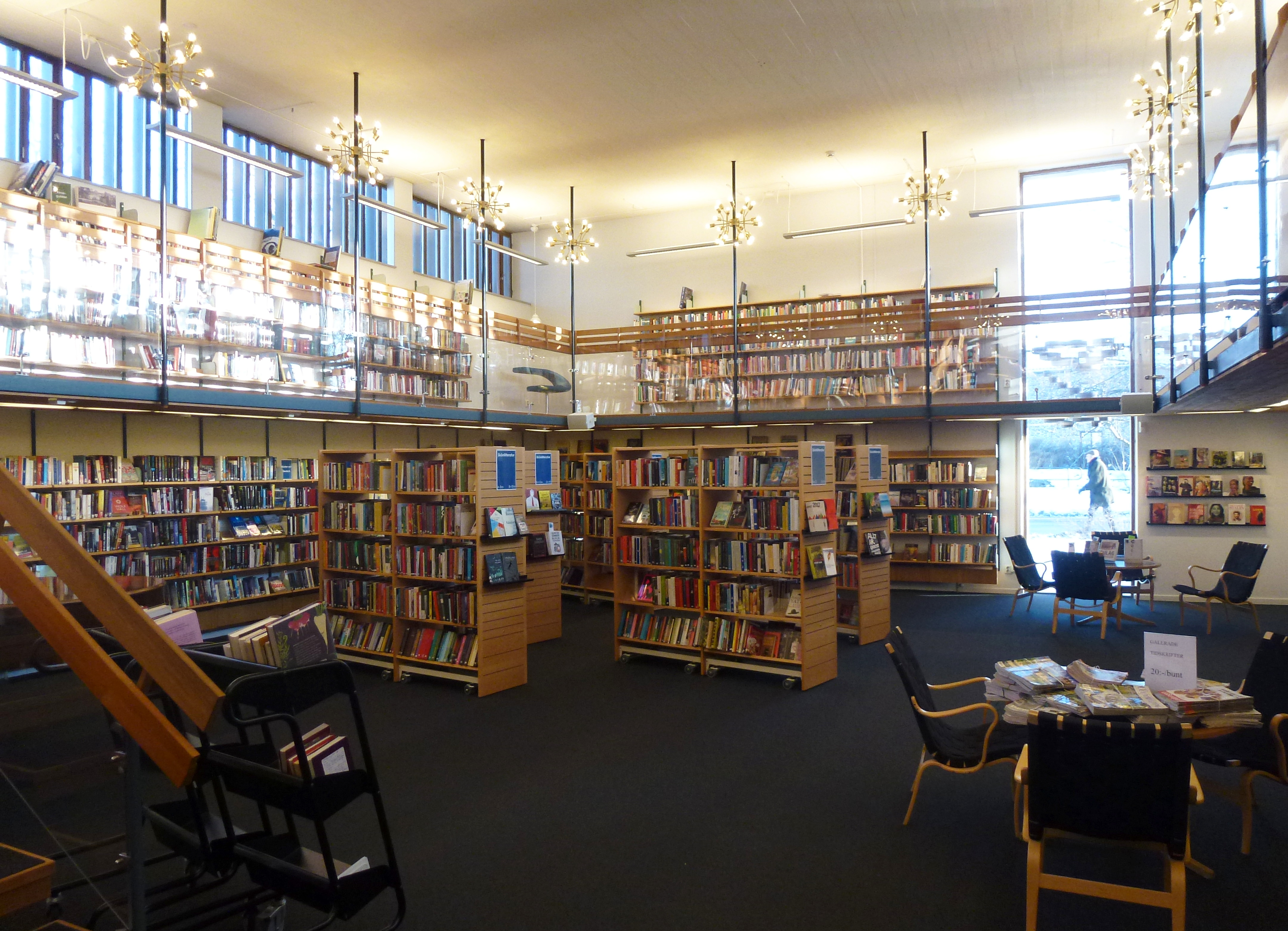
Interiör från Djursholms bibliotek, som ligger vid Djursholms torg.

Djursholms torg är namnet på den lokala centrumanläggningen på Djursholm i Danderyds kommun. Samhällets centrum växte fram här i anslutning till Restauranten och ligger nu längs Vendevägen mellan Henrik Palmes allé och Auravägen. Järnvägshållplatsen invid Djursholmsbanan (en del av Roslagsbanan) bytte namn från Restauranten till Djursholms torg 1968 men lades ner 1976 och trafiken ersattes av bussar.